# Lycodon ruhstrati
Espèce
Synonymes
- Ophites ruhstrati Fischer, 1886

Statut de conservation UICN

 LC  : Préoccupation mineure
Lycodon ruhstrati est une espèce de serpent de la famille des Colubridae.

## Homonymie
Il ne faut pas confondre cette espèce, décrite par Fischer en 1886, avec Lycodon ruhstrati Pope, 1935 qui est, quant à elle, synonyme de Lycodon futsingensis (Pope, 1928).

## Répartition
Cette espèce se rencontre :
- en République populaire de Chine ;
- à Taïwan ;
- dans le nord du Viêt Nam.

## Liste des sous-espèces
Selon The Reptile Database (17 février 2014) :
- Lycodon ruhstrati abditus Vogel, David, Pauwels, Sumontha, Norval, Hendrix, Vu & Ziegler, 2009
- Lycodon ruhstrati ruhstrati (Fischer, 1886)

## Étymologie
Cette espèce est nommée en l'honneur d'Ernst Konrad A. Ruhstrat (-1913), qui a collecté les spécimens de le Sud de Taïwan. Le nom de la sous-espèce Lycodon ruhstrati abditus vient du latin abditus, caché, en référence au fait que cette sous-espèce est longtemps restée confondue.

## Publications originales
- Fischer, 1886 : Herpetologische Notizen. Abhandlungen aus dem Gebiete der Naturwissenschaften, vol. 9, p. 51-67 (texte intégral).
- Vogel, David, Pauwels, Sumontha, Norval, Hendrix, Vu & Ziegler, 2009 : A revision of Lycodon ruhstrati (Fischer 1886) auctorum (Squamata Colubridae), with the description of a new species from Thailand and a new subspecies from the Asian mainland. Tropical Zoology, vol. 22, p. 131-182 (texte intégral).